# Charles Barry
Charles Barry (Londres, 23 de maio de 1795 – Londres, 12 de maio de 1860) foi um arquiteto inglês, mais conhecido por seu papel na reconstrução do Palácio de Westminster (também conhecido como Casas do Parlamento) em Londres durante meados do século XIX, mas também responsável por vários outros edifícios e jardins. Ele é conhecido por sua maior contribuição para o uso da arquitetura italiana na Grã-Bretanha, especialmente o uso do Palazzo como base para o projeto de casas de campo, mansões urbanas e edifícios públicos. Ele também desenvolveu o estilo de jardim da Renascença italiana para os muitos jardins que projetou em torno de casas de campo.

## Casas do Parlamento
Após a destruição por incêndio das antigas Casas do Parlamento em 16 de outubro de 1834, foi realizado um concurso para encontrar um projeto adequado, para o qual houve 97 inscrições. A inscrição de Barry, era número 64, para a qual Augustus Pugin ajudou a preparar os desenhos do concurso, ganhou a encomenda em janeiro de 1836 para projetar o novo Palácio de Westminster. Sua colaboração com Pugin, que projetou móveis, vitrais, esculturas, papel de parede, ladrilhos decorativos e trabalhos em mosaico, não foi renovada até junho de 1844, e continuou até o colapso mental de Pugin e sua morte em 1852. O estilo arquitetônico gótico Tudor foi escolhido para complementar a Capela da Senhora de Henrique VII frente. O projeto teve que incorporar as partes do edifício que escaparam à destruição, principalmente o Westminster Hall, os claustros adjacentes de dois andares da corte de Santo Estêvão e a cripta da Capela de Santo Estêvão. O projeto de Barry era paralelo ao rio Tâmisa, mas os prédios sobreviventes formavam um pequeno ângulo com o rio, então Barry teve que incorporar os eixos estranhamente diferentes ao projeto. Embora o projeto incluísse a maioria dos elementos do edifício acabado, incluindo as duas torres em cada extremidade do edifício, ele passaria por uma reformulação significativa. O projeto vencedor tinha apenas cerca de 650 pés (200 m) de comprimento, cerca de dois terços do tamanho do edifício acabado. O saguão central e a torre foram adições posteriores, assim como a extensa suíte real na extremidade sul do edifício. O projeto corrigido no qual a construção começou era aproximadamente do mesmo tamanho do edifício acabado, embora a Torre Victoria e a Torre do Relógio fossem consideravelmente mais altas no edifício acabado, e a Torre Central ainda não fazia parte do projeto.

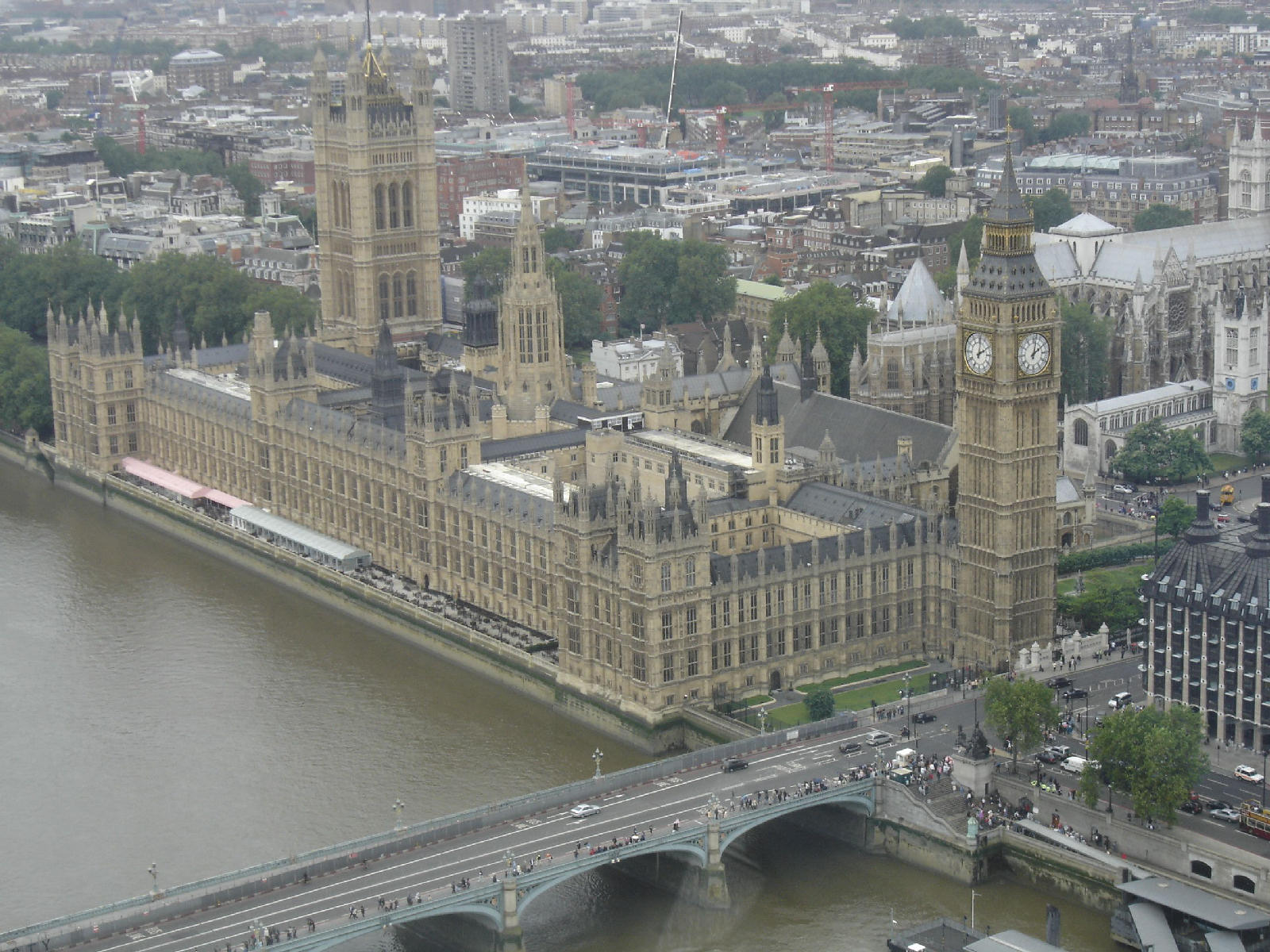
Vista aérea, Palácio de Westminster.

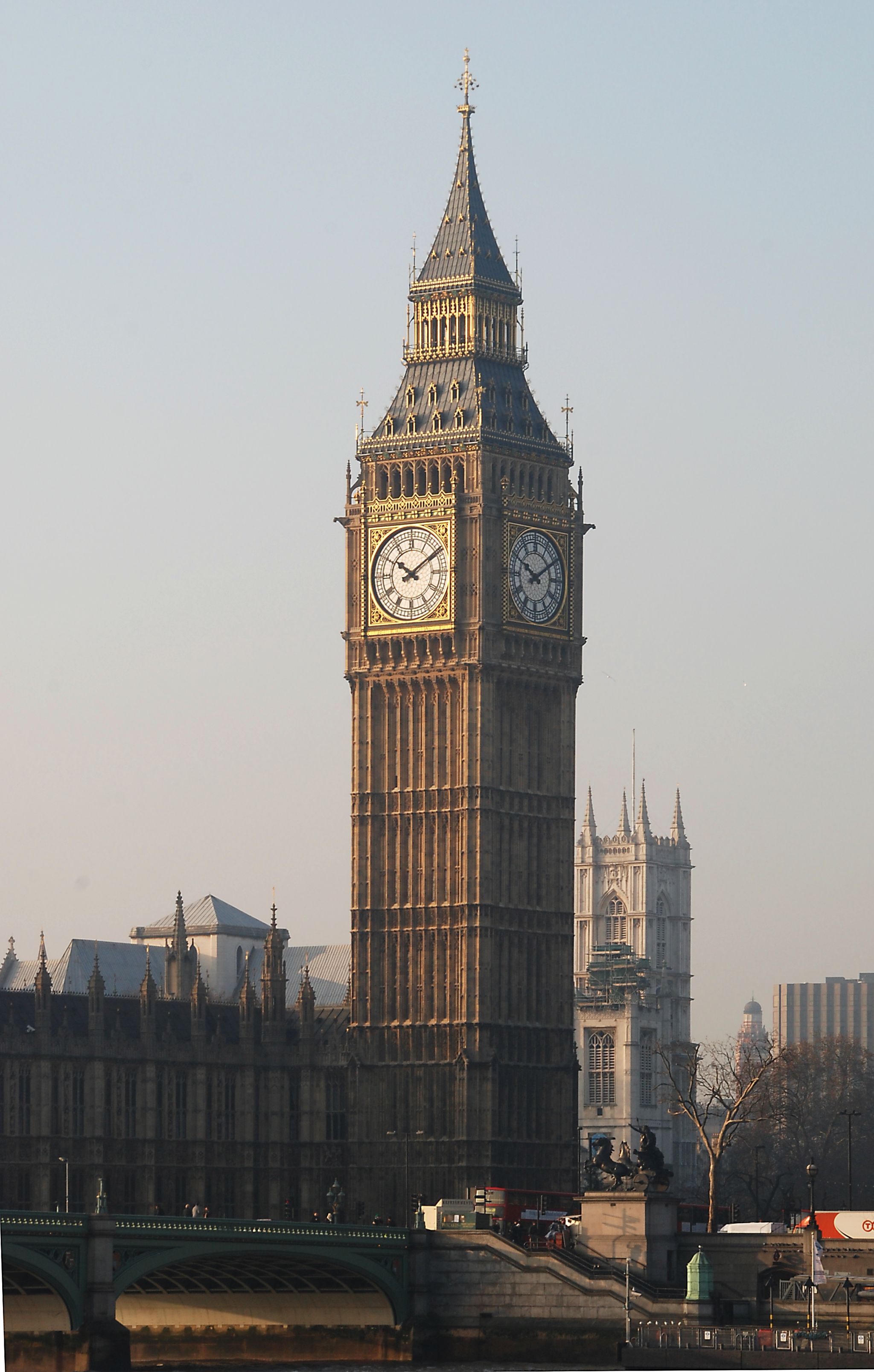
Elizabeth Tower do Palácio de Westminster, o edifício mais famoso de Barry.

Antes que a construção pudesse começar, o local teve que ser aterro e retirado os restos dos edifícios anteriores, e vários esgotos tiveram que ser desviados. Em 1 de setembro de 1837, os trabalhos começaram na construção de uma barragem de caixão de 920 pés (280 m) de comprimento para encerrar o local de construção ao longo do rio. A construção do aterro começou no dia de Ano Novo de 1839. A construção do aterro começou no dia de Ano Novo de 1839. O primeiro trabalho consistiu na construção de uma vasta jangada de concreto para servir de base ao edifício. Depois que o espaço foi escavado manualmente, 70 000 jardas cúbicas (54 000 m3) de concreto foram colocadas. O local da Torre Victoria foi encontrado para consistir em areia movediça, necessitando o uso de pilhas. A pedra selecionada para o exterior do edifício foi extraída em Anston, em Yorkshire, com o núcleo das paredes sendo colocado em tijolo. Para tornar o edifício o mais à prova de fogo possível, a madeira foi usada apenas decorativamente, ao invés de estruturalmente, e uso extensivo foi feito de ferro fundido. Os telhados do edifício consistem em vigas de ferro fundido cobertas por chapas de ferro, vigas de ferro fundido também foram usadas como vigas para suportar os pisos e extensivamente nas estruturas internas da torre do relógio e da torre Victoria.
Barry e seu engenheiro Alfred Meeson foram responsáveis pelo projeto de andaimes, guindastes e guindastes usados na construção. Um de seus desenvolvimentos mais inovadores foi o andaime usado para construir as três torres principais. Para a torre central, eles projetaram um andaime giratório interno, cercado por madeira centrado para apoiar a abóbada de alvenaria do Lobby Central, que mede 57 pés e 2 polegadas (17,42 m), e uma torre de madeira externa. Uma máquina a vapor portátil foi usada para levantar pedras e tijolos às partes superiores da torre. Quando se tratou de construir as torres Victoria e Clock, decidiu-se dispensar o uso de andaimes externos e elevar os materiais de construção através das torres por meio de um andaime interno que subia pela estrutura à medida que era construída. O andaime e os guindastes eram movidos a motores a vapor.
O trabalho na construção real começou com a colocação de uma pedra fundamental em 27 de abril de 1840 pela esposa de Barry, Sarah, perto do canto nordeste do edifício. Um grande problema para Barry veio com a nomeação, em 1º de abril de 1840, do especialista em ventilação Dr. David Boswell Reid. Reid, que Barry disse ser "... não professa estar completamente familiarizado com os detalhes práticos de construção e maquinário...", faria demandas crescentes que afetariam o design do edifício, levando a atrasos na construção. Em 1845, Barry se recusava a se comunicar com Reid, exceto por escrito. Um resultado direto das demandas de Reid foi a adição da Torre Central, projetada para funcionar como uma chaminé gigante para puxar ar fresco para o edifício.
A Câmara dos Lordes foi concluída em abril de 1847 na forma de um cubo duplo medindo 90 pés × 45 pés × 45 pés (27 m × 14 m × 14 m). Câmara dos Comuns foi concluída em 1852. A Torre Elizabeth, que abriga o grande relógio e sinos, incluindo o Big Ben, tem 316 pés (96 m) de altura e foi concluída em 1858. A Victoria Tower tem 323 pés (98 m) de altura e foi concluída em 1860. O mastro de ferro na Victoria Tower afunila com 2 pés e 9 polegadas (840 mm) de diâmetro e a coroa de ferro no topo tem 3 pés e 6 polegadas (1 070 mm) de diâmetro e 395 pés (120 m) acima do solo. O edifício tem 940 pés (290 m) de comprimento, cobre cerca de 8 acres (3 hectares) de terreno e tem mais de 1 000 quartos. A fachada leste do Tamisa tem 266 m de comprimento. Pugin posteriormente descartou o edifício, dizendo "Todos os detalhes gregos, senhor, Tudor em um corpo clássico", o plano essencialmente simétrico e a frente do rio eram ofensivos ao gosto de Pugin por edifícios góticos medievais.

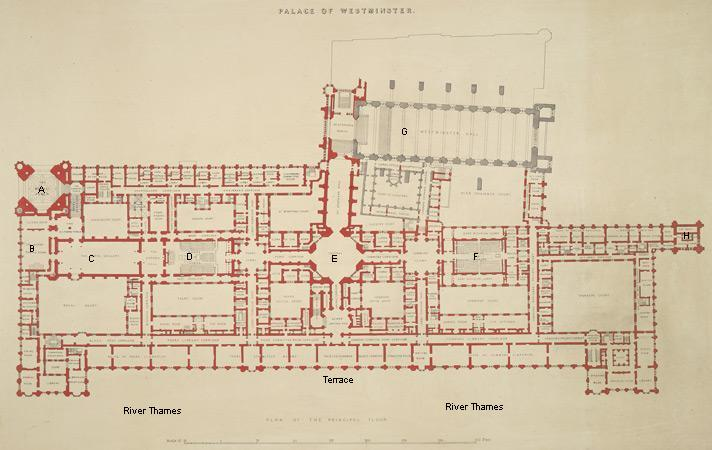
Planta do andar principal (primeiro), Palácio de Westminster

A planta do edifício acabado é construída em torno de dois eixos principais. No extremo sul do Westminster Hall, a varanda de Santo Estêvão foi criada como uma entrada principal do edifício. Isso envolveu a inserção de um grande arco com uma grande escadaria no extremo sul do corredor de Westminster, que leva ao primeiro andar, onde estão localizadas as salas principais. A leste da varanda de Santo Estêvão fica o Salão de Santo Estêvão, construído no subsolo sobrevivente da Capela de Santo Estêvão. A leste está o Lobby Central octogonal (acima do qual está a torre central), o centro do edifício. Ao norte do saguão central fica o Corredor dos Comuns que leva ao saguão quadrado dos Comuns, ao norte do qual fica a Câmara dos Comuns.
Existem vários escritórios e corredores ao norte da Câmara dos Comuns, com a torre do relógio terminando no eixo norte do edifício. Ao sul do Lobby Central está o Corredor dos Pares que leva ao Lobby dos Pares, ao sul do qual fica a Câmara dos Lordes. Ao sul da Câmara dos Lordes, em sequência, estão a Câmara do Príncipe, a Galeria Real e a Sala de Robing da Rainha. A noroeste da Câmara de Robing da Rainha está o Pórtico Normando, a oeste do qual a Escadaria Real leva à Entrada Real localizada imediatamente abaixo da Torre Vitória. A leste do saguão central fica o corredor leste que leva ao Salão de Espera Inferior, a leste do qual fica a Sala de Jantar dos Membros, localizada bem no centro da frente leste. Ao norte da sala de jantar dos membros fica a Biblioteca da Câmara dos Comuns e na extremidade norte da frente leste fica a projetada Casa do Palestrante, residência do Presidente da Câmara dos Comuns. Ao sul da sala de jantar dos membros ficam várias salas de comitês, seguidas pela biblioteca da Câmara dos Lordes. Projetando-se do extremo sul da fachada está a casa do Lord Chanceler.
Embora o Parlamento tenha dado a Barry um nome de prestígio na arquitetura, quase acabou com ele. A conclusão da construção estava muito atrasada; Barry estimou que levaria seis ano e custaria £ 724 986 (excluindo o custo do local, aterro e móveis). No entanto, a construção levou 26 anos e também ultrapassou o orçamento; em julho de 1854, o custo estimado era de £ 2 166 846. Essas pressões deixaram Barry cansado e estressado. O projeto Barry completo nunca foi concluído; teria fechado o New Palace Yardcomo um pátio interno, e a torre do relógio estaria no canto nordeste, com um grande portal no canto noroeste encimado pela Torre Albert, continuando para o sul ao longo da frente oeste do Westminster Hall.

## Projetos principais
- Remodelação de Soughton Hall sob as instruções do companheiro de viagem William John Bankes (década de 1820)
- Igreja de Todos os Santos, Whitefield (1822–25)
- Igreja de São Mateus, Manchester (1825)
- Igreja de São Pedro, Brighton (1824 a 1828)
- The Royal Institution of Fine Arts, Manchester, agora Manchester Art Gallery (1824-1835)
- Igreja de São Paulo, Islington (1826-1828)
- St John, Holloway Road, Islington (1826-1828)
- Holy Trinity, Cloudesley Square, Islington (1826-1829)
- Nova torre da Igreja de Petworth, Sussex (1827)
- The Royal Sussex County Hospital, Brighton (1828)
- Villa de Thomas Attree e Pepper Pot, Queen's Park, Brighton (1830)
- Clube de viajantes. Pall Mall, Londres (1830-32)
- Remodelação do Dulwich College totalmente destruída quando reconstruída por Charles Barry Jr. (1831)
- The Royal College of Surgeons, (o pórtico sobreviveu do prédio de George Dance the Younger ) Londres (1834-1836)
- Horsely Towers, East Horsley (1834)
- Novo portal e alojamento de entrada, além de alterações nos jardins Bowood House, Wiltshire (1834 a 1838)
- Remodelação de Kingston Lacy, Dorset (1835-1839)
- O Manchester Athenaeum (1837-39 - agora também faz parte da Manchester Art Gallery)
- The Reform Club, Londres (1837 - ao lado do Travellers)
- King Edward's School, New Street, Birmingham (1838)
- Lancaster House, Londres, interiores (1838-40)
- Capela de Upper Brook Street, Manchester (1837-1839)
- A Trafalgar Square recinto (1840)
- Pentonville, Londres, características arquitetônicas, projeto geral de Joshua Jebb (1841-42)
- Remodelação de Trentham Hall e criação de seus jardins italianos, norte de Staffordshire (1842)
- Remodelação (reconstrução virtual) do Castelo de Highclere, Hampshire (1842)
- Alas adicionadas e outras remodelações, Duncombe Park, Yorkshire (1843 a 1846)
- Igreja da Santíssima Trindade, Hurstpierpoint, Sussex (1843 a 1845)
- Remodelação de Harewood House, Yorkshire (1843–50)
- Monumento Lansdowne, Cherhill, Wiltshire (1845)
- Edifício do Tesouro HM em Whitehall (a remodelação de um edifício anterior, Ir. John Soane ) (1846-1847)
- Bridgewater House, Westminster, Londres (1846–51)
- Canford Manor em Tudor Gothic, agora Canford School, Dorset (1848-52)
- Casa Cliveden em Buckinghamshire (1850-51)
- Remodelação do Castelo Dunrobin perto de Golspie, Escócia (1850)
- Remodelação de Kiddington Hall, Oxfordshire (1850)
- Remodelação do Shrubland Park e dos jardins italianos, Suffolk (1850)
- Câmaras dos Barristers em 1 Temple Gardens in Inner Temple
- Restauração do Gawthorpe Hall, perto de Burnley, Lancashire (1850 a 1852)
- Halifax Town Hall, West Yorkshire (projetado em 1860; concluído por Edward Middleton Barry, 1863)